# Carpus (Heiliger)
Carpus (auch Karpus oder Karpos) († um 155? in Pergamon) war ein christlicher Märtyrer und Heiliger.

## Leben
In der lateinischen Überlieferung gilt Carpus als Bischof der Stadt Iulia Gordos (heute: Gördes) in Lydien, auch Thyatira wird als sein Bischofssitz genannt. Er habe den römischen Kaiserkult verweigert und sei daraufhin, gemeinsam mit seinem Diakon Papylos, seiner Schwester Agathonika, seinem Diener Agathodorus und 44 Gefährten auf dem Scheiterhaufen verbrannt worden. Das Martyrium wird in die der Kaiser Mark Aurel und Lucius Verus um 155 gelegt. Sein Tod um das Jahr 250 unter Kaiser Decius gilt als unwahrscheinlich, die lateinische Quelle hierzu wurde deutlich später als die griechische Chronik verfasst.
Carpus wird als Heiliger verehrt. Sein Gedenktag ist der 13. April bei den Katholiken und der 4. April bzw. 13. Oktober bei den Orthodoxen.